# Ruth Krauss
Ruth Krauss (25 juillet 1901 - 10 juillet 1993), née Ruth Ida Krauss, est une poétesse, illustratrice et auteure américaine en littérature jeunesse.

## Biographie

### Jeunesse et éducation
Ruth Ida Krauss est née le 25 juillet 1901 à Baltimore, Maryland, de Julius Leopold et Blanche Krauss. Étant enfant, Ruth a de nombreux problèmes de santé, y compris un pemphigus, une rare maladie auto-immune. Elle commence à écrire et à illustrer ses propres histoires alors qu'elle est encore enfant, cousant à la main ses pages dans des livres. 
Le père de Ruth meurt fin 1921, obligeant Ruth à abandonner l'école. En 1927, elle décide de s'inscrire à la Parsons School of Design de New York. Diplômée en 1929 au début de la Grande Dépression, elle a du mal à trouver du travail en tant qu'illustratrice. 

### Vie personnelle et carrière
Ruth Krauss épouse l'auteur de livres pour enfants Crockett Johnson en 1943. Ils collaborent sur de nombreux livres, dont The Carrot Seed, How to Make an Earthquake, Is This You? et The Happy Egg. Krauss a illustré quelques-uns de ses propres livres. En plus de ses livres pour enfants, Krauss écrit trois recueils de poésie et des pièces de théâtre vers pour adultes. 
Elle écrit huit livres ayant pour illustrateur Maurice Sendak, dont A Hole Is to Dig en 1952,. La collaboration Krauss-Sendak engendre une foule d'imitations de leurs protagonistes « indisciplinés » et « rebelles ».

## Reconnaissance
Deux livres écrits par Krauss ont été finalistes pour la prestigieuse médaille Caldecott, décernée aux illustrateurs de livres pour enfants : The Happy Day (1950) et A Very Special House (1954). 